# Артур Ерл
Артур Ерл (англ. Arthur Earle; 4 березня 1863 — 13 травня 1926) — американський актор німого кіно.

## Життєпис
Артур Ерлз Копман (англ. Arthur Earls Koopman) народився 4 березня 1863 року в Шарлотті, штат Північна Кароліна, США.
Знявся у фільмах «Помічник м'ясника» (1917), «The Dark Star» (1919) та «Bride 13» (1920).
Помер 13 травня 1926 року в Манхеттені, Нью-Йорк, Нью-Йорк, США.

## Вибрана фільмографія
- 1916 — Помилки його дружини / His Wife's Mistakes
- 1917 — Помічник м'ясника / The Butcher Boy
- 1917 — Його шлюбна ніч / His Wedding Night
- 1919 / The Dark Star
- 1920 — Викрадені миті / Stolen Moments